# Eurytyloides oharae
Eurytyloides oharae là một loài tò vò trong họ Ichneumonidae.